# ヴァシーリー・アレクサンドロヴィチ
ヴァシーリー・アレクサンドロヴィチ（ロシア語: Василий Александрович, 1907年7月7日 - 1989年6月23日）は、ロシアの皇族。

## 生涯
アレクサンドル・ミハイロヴィチ大公とその妃クセニヤ・アレクサンドロヴナ大公女の間の六男（第7子、末子）としてガッチナ宮殿で生まれた。ヴァシーリーは皇帝アレクサンドル3世の外孫であったが、男系血統ではニコライ1世の曾孫でしかないため、兄たちと同様にロシア大公の称号を許されなかった。ロシア革命後、ヴァシーリーは両親や兄姉、外祖母マリヤ・フョードロヴナ皇太后らの皇族とともにクリミアに監禁された。クリミアに集められた皇族たちは、皇帝一家と同様に処刑される予定だったが、1918年にドイツ軍によって解放された。翌1919年、ヴァシーリーは一族とともにイギリス政府の差し向けた戦艦「マールバラ」に乗ってイギリスに亡命した。
ヴァシーリーは母クセニヤとともにイギリスで暮らしたが、1920年代には単身でアメリカ合衆国に移住した。移住後はキャビン・ボーイ、造船工、株のブローカー、ワイン造醸業者、養鶏業者など職を転々とした。1980年、ヴァシーリーは兄のドミトリー・アレクサンドロヴィチ公からロマノフ家協会の総裁職を引き継ぎ、終身でその任にあった。1989年、カリフォルニア州ウッドサイドで亡くなった。

## 子女
1931年、ニューヨークで亡命ロシア人貴族の公爵令嬢ナタリヤ・ゴリツィン（1907年 - 1980年）と結婚した。ナタリヤとの間に1女を儲けた。
- マリヤ（1940年 - ） - 1967年、ウィリアム・ビードルストンと結婚